# 高陽町
高陽町（こうようちょう）はかつて広島県安佐郡に存在した町である。
1973年3月20日に隣接する安佐郡佐東町・安古市町及び安芸郡瀬野川町とともに広島市へ編入されて消滅した。同時に安佐郡も1898年10月1日の成立（高宮郡・沼田郡の統合による）以来約75年の歴史にピリオドを打った。しかし「高陽ニュータウン」などの大規模団地のほか、現在も「高陽〇〇」「〇〇高陽」と名が付く施設が多いため、この辺り一帯は今でも高陽町と呼ぶことが多い（ただし住居表示を行った地域では住所上から「高陽」の呼称は消滅している）。

## 沿革
- 1889年4月1日 - 市町村制施行。町域には当時いずれも高宮郡に属する狩小川（かこがわ）・口田・深川（ふかわ）の各村があった。
- 1895年9月1日 - 深川村のうち岩上・玖・末光・諸木が落合村として独立する。
- 1898年10月1日 - 高宮郡・沼田郡が統合して安佐郡が成立する。落合・狩小川・口田・深川各村は安佐郡の所属となる。
- 1955年3月31日 - 落合村・狩小川村・口田村・深川村が対等合併して高陽町が成立する。
- 1973年3月20日 - 安佐郡佐東町・安古市町および安芸郡瀬野川町とともに広島市へ編入されて消滅する。同時に安佐郡も消滅する。

## 地理
河川
- 太田川
- 三篠川 - 太田川支流。

山
- 鬼ヶ城山（標高737.9m）
- 高鉢山（標高726m）
- 長者山（標高571m）
- 二ヶ城山（標高483.2m）
- 木ノ宗山（標高413.1m）
- 中山（標高283.9m）
- 椎村山（標高282m）

## 大字
- 岩上（いわのうえ）
- 小河原（おがわら）
- 小田（おだ）
- 上深川（かみふかわ）
- 狩留家（かるが）
- 玖（く）
- 下深川（しもふかわ）
- 城ヶ丘（じょうがおか）
- 翠光台（すいこうだい）
- 末光（すえみつ）
- 鳥越（とりごえ）
- 中深川（なかふかわ）
- 諸木（もろき）
- 矢口（やぐち）

## 交通（1973年3月19日当時のデータ）

### 鉄道
- 国鉄芸備線が通過していて、町内には以下の施設がある。
  - 狩留家駅 - 上深川駅 - 中深川駅 - 下深川駅 - 玖村駅 - 安芸矢口駅

### 道路
国道
町内は通っていない。
主要地方道
- 広島県道37号広島向原線 - 現：広島県道37号広島三次線

一般県道
- 広島県道175号上深川広島線 - 現：広島県道70号広島中島線
- 広島県道176号小河原志和線
- 広島県道257号高陽中島線 - 現：広島県道70号広島中島線
- 広島県道271号八木広島線
- 広島県道459号矢口安古市線

## 教育（1973年3月19日当時のデータ）
小学校
- 高陽町立落合小学校
- 高陽町立狩小川小学校
- 高陽町立口田小学校
- 高陽町立深川小学校

中学校
- 高陽町立高陽中学校